# Allen Cunningham
Allen Cunningham (Riverside, 28 marzo 1977) è un giocatore di poker statunitense.
Ex studente di ingegneria civile presso UCLA, ha iniziato a giocare a poker all'età di 18 anni. Detiene 5 braccialetti delle World Series of Poker, vinti tra il 2001 ed il 2007 in diverse specialità: Seven Card Stud, Deuce to Seven Draw, No Limit e Pot Limit Hold'em.
In carriera ha conseguito un guadagno di circa 11.000.000 di dollari (di cui quasi 7.000.000 alle WSOP), decimo giocatore nella classifica dei guadagni di tutti i tempi, aggiornata al gennaio 2011.

## Braccialetti delle WSOP
| Anno | Torneo                            | Premio   |
| ---- | --------------------------------- | -------- |
| 2001 | $5.000 Seven Card Stud            | $201.760 |
| 2002 | $5.000 Deuce to Seven Draw        | $160.200 |
| 2005 | $1.500 No Limit Hold'em           | $725.405 |
| 2006 | $1.000 No Limit Hold'em con rebuy | $625.830 |
| 2007 | $5.000 Pot Limit Hold'em          | $487.287 |